# Hadena intonsa
Hadena intonsa là một loài bướm đêm trong họ Noctuidae.